# Olympische Sommerspiele 1932/Leichtathletik – 4 × 100 m (Männer)

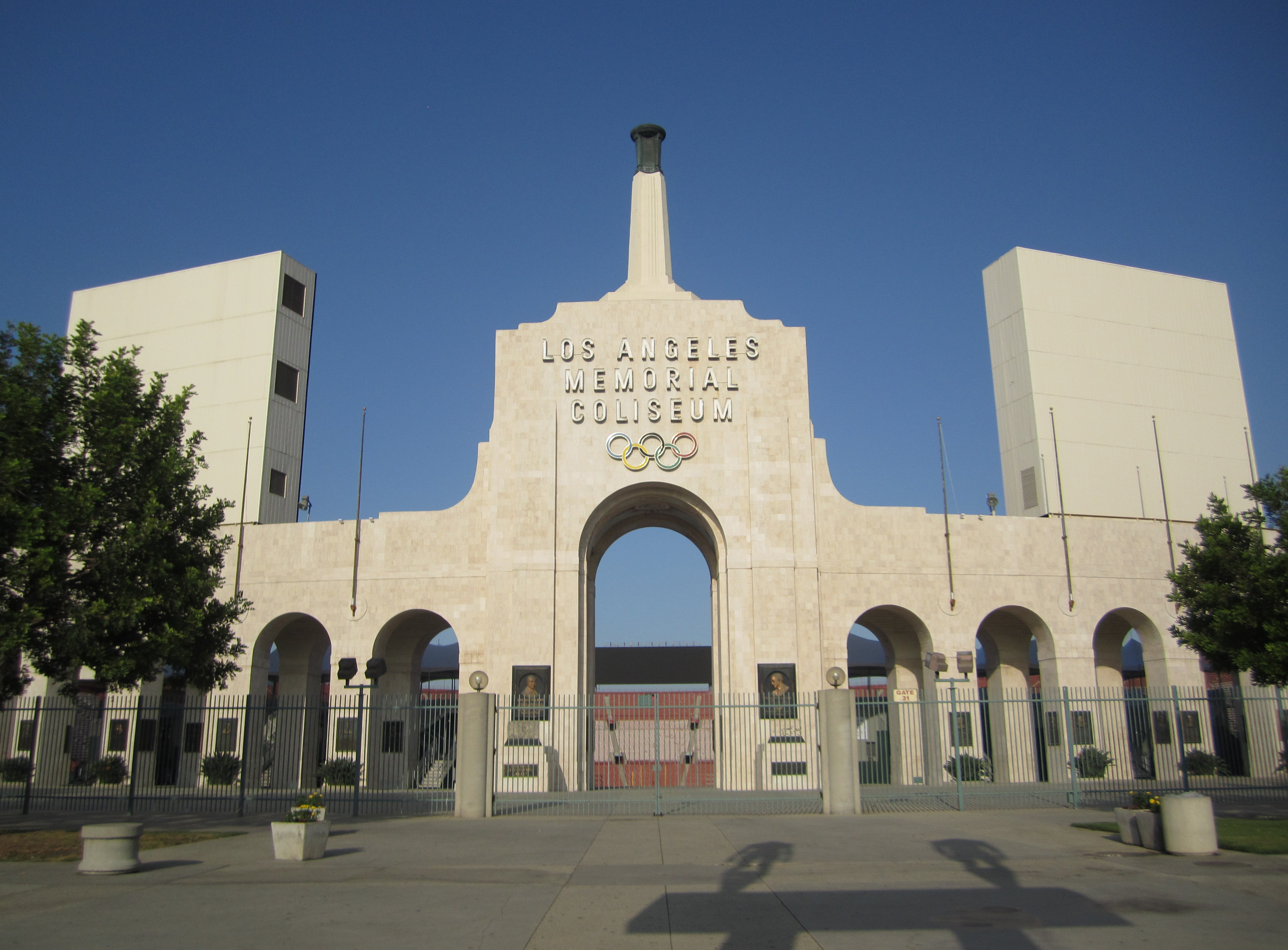
Eingang zum Los Angeles Memorial Coliseum

Die 4-mal-100-Meter-Staffel der Männer bei den Olympischen Spielen 1932 in Los Angeles wurde am 6. und 7. August 1932 im Los Angeles Memorial Coliseum ausgetragen. In acht Teams nahmen 32 Athleten teil.
Die Goldmedaille gewann die US-amerikanische Staffel mit Bob Kiesel, Emmett Toppino, Hector Dyer und Frank Wykoff in neuer Weltrekordzeit.
Silber ging an Deutschland in der Besetzung Helmut Körnig, Friedrich Hendrix, Erich Borchmeyer und Arthur Jonath.
Bronze errang Italien mit Giuseppe Castelli, Ruggero Maregatti, Gabriele Salviati und Edgardo Toetti.

## Rekorde

### Bestehende Rekorde
| Weltrekord         | 40,6 s | Deutsches Reich (Helmut Körnig, Georg Lammers, Erich Borchmeyer, Arthur Jonath) | Kassel. Deutsches Reich          | 14. Juni 1932  |
| Olympischer Rekord | 41,0 s | USA (Louis Clarke, Frank Hussey, Al LeConey, Loren Murchison)                   | Halbfinale OS Paris. Frankreich  | 13. Juli 1924  |
| Olympischer Rekord | 41,0 s | USA (Frank Hussey, Louis Clarke, Al LeConey, Loren Murchison)                   | Finale OS Paris. Frankreich      | 14. Juli 1924  |
| Olympischer Rekord | 41,0 s | USA (Frank Wykoff, James Quinn, Charles Borah, Henry Russell)                   | Finale OS Amsterdam. Niederlande | 5. August 1928 |

### Rekordegalisierung / -verbesserungen
Der bestehende Weltrekord wurde zunächst egalisiert und anschließend verbessert, der bestehende olympische Rekord wurde damit zweimal verbessert.
- Weltrekordegalisierung: 40,6 s – USA (Bob Kiesel, Emmett Toppino, Hector Dyer, Frank Wykoff), zweites Halbfinale am 6. August
- Weltrekordverbesserung: 40,0 s – USA (Bob Kiesel, Emmett Toppino, Hector Dyer, Frank Wykoff), Finale am 7. August

## Durchführung des Wettbewerbs
Die Staffeln traten am 6. August zu zwei Vorläufen an. Die jeweils drei besten Mannschaften – hellblau unterlegt – qualifizierten sich für das Finale, das am 7. August ausgetragen wurde.
Wieso der erste Vorlauf mit fünf Staffeln besetzt war, von denen zwei ausschieden, im zweiten Vorlauf dagegen nur drei Staffeln antraten, die lediglich regelgerecht in völlig beliebiger Zeit ins Ziel kommen mussten, um das Finale zu erreichen, bleibt wohl ein Geheimnis der Organisatoren.

## Vorläufe
Datum: 6. August 1932

### Vorlauf 1
| Platz | Staffel         | Besetzung                                                               | Zeit   | Anmerkung             |
| ----- | --------------- | ----------------------------------------------------------------------- | ------ | --------------------- |
| 1     | Deutsches Reich | Helmut Körnig Friedrich Hendrix Erich Borchmeyer Arthur Jonath          | 41,2 s | elektronisch: 41,22 s |
| 2     | Japan           | Takayoshi Yoshioka Nambu Chūhei Izuo Anno Itaro Nakajima                | 41,8 s |                       |
| 3     | Großbritannien  | Don Finlay Stanley Fuller Stanley Engelhart Ernest Page                 | 42,0 s |                       |
| 4     | Griechenland    | Angelos Lambrou Christos Mantikas Vangelis Moiropoulos Renos Frangoudis | 42,9 s |                       |
| 5     | Britisch-Indien | Bunoo Sutton Ronald Vernieux Mehar Chand Dhawan Richard Carr            | k. A.  |                       |

Der für die indische Staffel startende Richard Carr wurde als Mitglied der indischen Mannschaft Olympiasieger im Hockey.

### Vorlauf 2
| Platz | Staffel            | Besetzung                                                            | Zeit   | Anmerkung                   |
| ----- | ------------------ | -------------------------------------------------------------------- | ------ | --------------------------- |
| 1     | USA                | Bob Kiesel Emmett Toppino Hector Dyer Frank Wykoff                   | 40,6 s | WRe / elektronisch: 40,61 s |
| 2     | Königreich Italien | Giuseppe Castelli Ruggero Maregatti Gabriele Salviati Edgardo Toetti | 42,8 s |                             |
| 3     | Kanada             | Percy Williams James Brown Harold Wright Birchall Pearson            | 45,0 s |                             |

## Finale
| Platz | Staffel            | Besetzung                                                            | Zeit   | Anmerkung                  |
| ----- | ------------------ | -------------------------------------------------------------------- | ------ | -------------------------- |
| 1     | USA                | Bob Kiesel Emmett Toppino Hector Dyer Frank Wykoff                   | 40,0 s | WR / elektronisch: 40,10 s |
| 2     | Deutsches Reich    | Helmut Körnig Friedrich Hendrix Erich Borchmeyer Arthur Jonath       | 40,9 s |                            |
| 3     | Königreich Italien | Giuseppe Castelli Ruggero Maregatti Gabriele Salviati Edgardo Toetti | 41,2 s |                            |
| 4     | Kanada             | Percy Williams James Brown Harold Wright Birchall Pearson            | 41,3 s |                            |
| 5     | Japan              | Takayoshi Yoshioka Nambu Chūhei Izuo Anno Itaro Nakajima             | 41,3 s |                            |
| 6     | Großbritannien     | Don Finlay Stanley Fuller Stanley Engelhart Ernest Page              | 41,4 s |                            |

Datum: 7. August 1932
Das US-Team war der haushohe Favorit. Sie konnte es sogar sich leisten, drei ihrer besten Sprinter nicht in dieser Staffel einzusetzen. Es fehlten der Doppelolympiasieger über 100 und 200 Meter Eddie Tolan, Ralph Metcalfe, Olympiazweiter über 100 und Olympiadritter über 200 Meter, sowie George Simpson, Olympiavierter über 100 Meter und Bronzemedaillengewinner über 200 Meter.
Den  Weltrekord egalisierte die US-Mannschaft bereits im Vorlauf. Das Finale gewann das Favoriten-Team mit neun Metern Vorsprung und verbesserte dabei mit 40,0 s den Weltrekord um weitere fünf Zehntelsekunden. Auf den Plätzen dahinter ging es wesentlich enger zu. Deutschland errang Silber mit 40,9 s vor Italien – 41,2 s, Kanada – 41,3 s und Japan – 41,3 s.
Die USA wurden zum vierten Mal in Folge Olympiasieger in der 4-mal-100-Meter-Staffel.
Die deutsche Mannschaft gewann zum zweiten Mal in Folge Silber.
Für Italien war es die erste Staffelmedaille.

## Video
- LOS ANGELES X OLYMPIC GAMES 1932 TRACK & FIELD SILENT NEWSREEL 86554b MD, Bereich: 8:29 min bis 9:10 min, youtube.com, abgerufen am 4. Juli 2021